# Гостинодворский переулок (Архангельск)
Гостинодворский переулок — очень короткая, около 150 метров, улица в историческом центре Архангельска. Проходит от Набережной Северной Двины в сторону Троицкого проспекта.
Проезд по переулку на Троицкий проспект ныне перекрывает территория комплекса сооружений Правительства Архангельской области.

## История

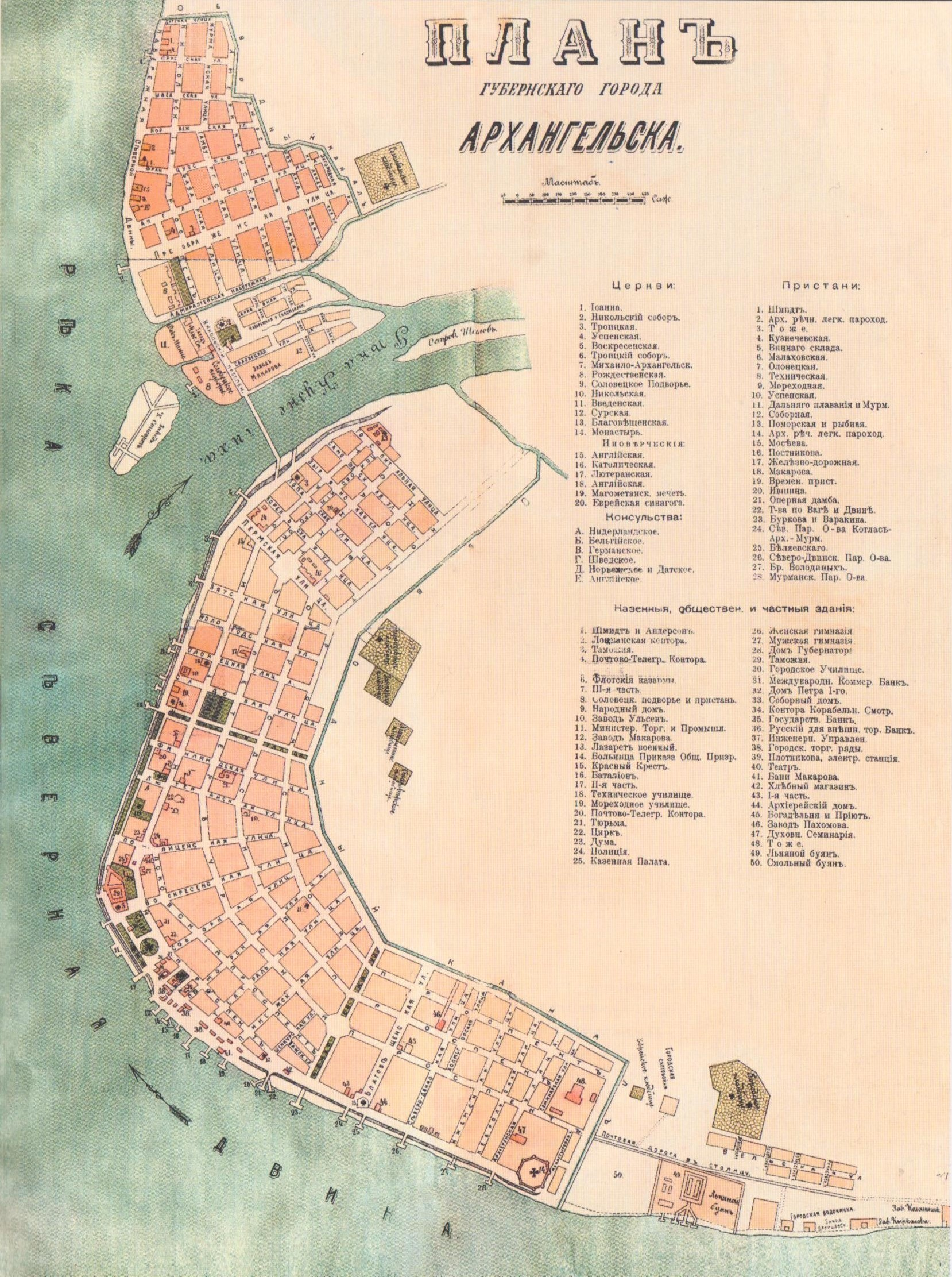
Карта Архангельска 1890 года

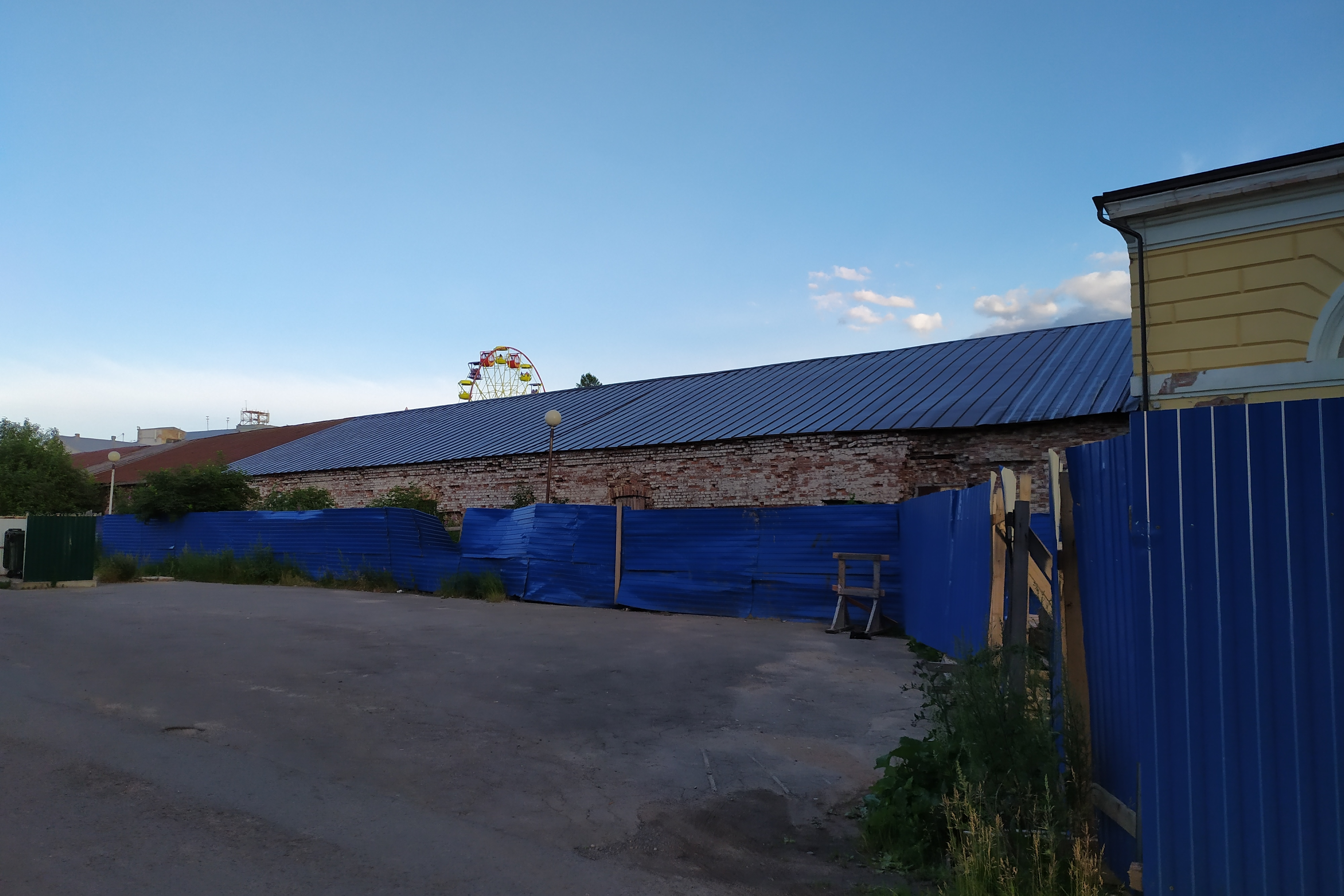
Винные и соляные склады

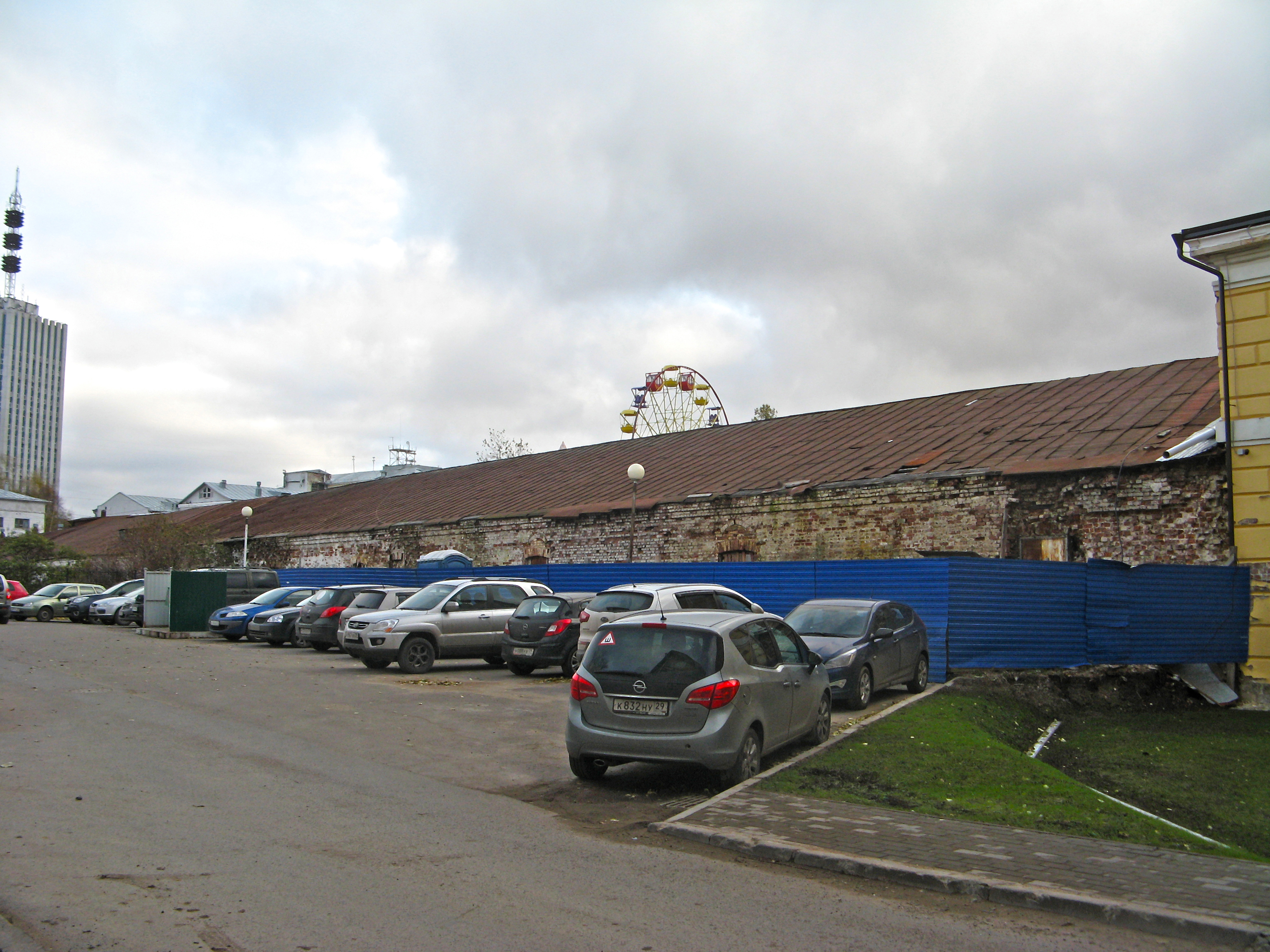
Винные и соляные склады

Переулок проложен вдоль северной стены соляных и винных складов комплекса архангельского Гостиного Двора. Комплекс Русского и Немецкого Гостиных дворов возводился с 1668 по 1684 год. В это время Архангельск был главным портом России. У Гостиного двора складывался административный и экономический центр города. Комплекс достраивался, реконструировался. В 1770-е годы сооружения были признаны аварийными, Каменный город и Немецкий Гостиный двор были разобраны, строительный материал был использован на починку оставшейся части Русского Гостиного двора.
В 1788 году построено здание биржи с башней. В 1809 году возведены соляные склады. На территории Гостиного двора была обустроена таможня, казённая палата, вблизи — присутственные места, дом архангельского губернатора (возведён 1806—1823 годах. Архитектор Шилинг).
В начале XX века южная, восточная и северная части Русского Гостиного двора были разобраны, осталась лишь западная стена вдоль Северной Двины. Переулок проложен в XX веке.

## Достопримечательности
Винные и соляные склады, северный корпус  Объект культурного наследия народов РФ. Рег. № 2910022000 (ЕГРОКН)